# Quidditch (esport)
|  | Aquest article tracta sobre un esport basat en un esport fictici. Si cerqueu obre l'esport fictici creat en l'imaginari de la saga Harry Potter, vegeu «Quidditch». |

El quadball (en anglès) i quadbol (en català), prèviament conegut com a quidditch o quidditch muggle, és un esport no tradicional, creat el 2005, en què dos equips de set jugadors muntats en escombres juguen en un camp de la grandària d'una pista d'hoquei. El camp és rectangular i fa 66 metres per 44 metres i té 3 cèrcols de diferents alçades a cada costat del camp. L'objectiu final és tenir més punts que l'equip rival quan el mocador (flag en anglès i prèviament snitch, esnitx o papallona daurada), una pilota de tenis ficada en una mitja penjada a la cintura d'un jugador imparcial oficial (el portador del mocador, flag runner en anglès i prèviament snitch runner o corredor d’esnitx) vestit de groc, és capturat. Aquest esport és governat per la International Quadball Association (IQA) i les competicions són organitzades per la IQA, els comitès continentals o les autoritats nacionals de l'esport.

## Història
El quidditch com a esport real té les seves arrels en l'esport fictici de Harry Potter del mateix nom, i va ser creat el 1994 a la Universitat de Middlebury a Middlebury, al Vermont (Estats Units d'Amèrica). Ha crescut i s'ha desenvolupat com a esport propi després de nombroses edicions del reglament emprat als Estats Units i l'elaborat per l'Associació Internacional de Quadbol des del 2016.

## Joc

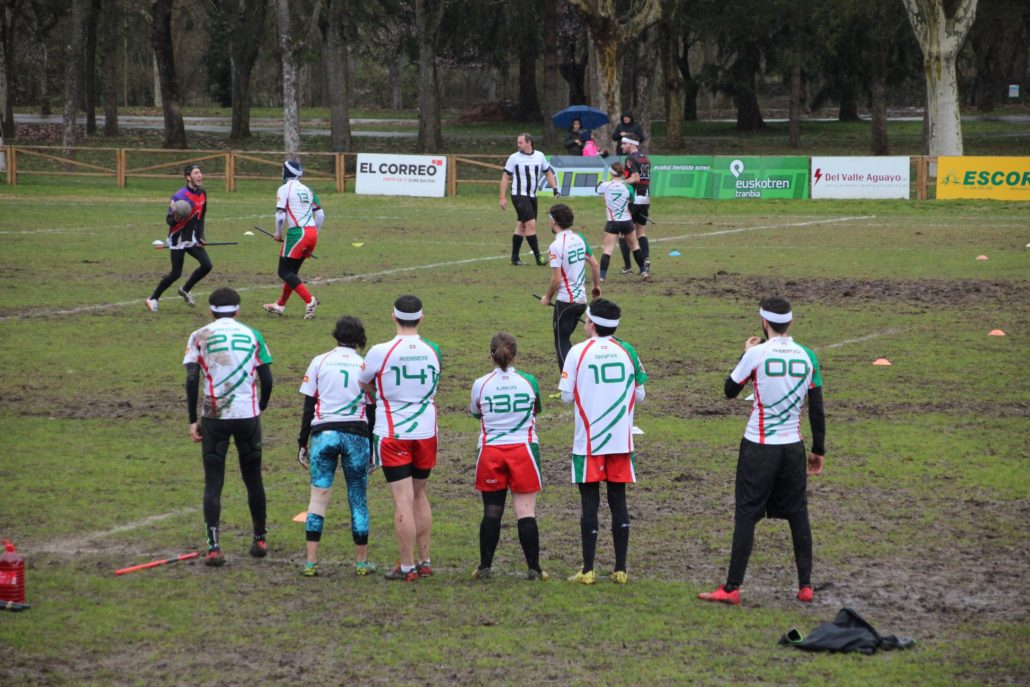
Partit de la Lliga Nord de Quidditch de l'AQE, entre Gasteiz Gamusins i Bizkaia Boggarts, al camp de rugbi de Gamarra a Vitòria, País Basc, el 18 de març del 2018.

Tres cèrcols que fan de porteria situats a cada costat del camp solen ser tubs circulars muntats sobre canonades de PVC. Tots els jugadors han de dur un pal o estic (anomenat escombra) entre les cames en tot moment, el fet de no portar-lo és considerat una falta. Una pilota de voleibol és utilitzada com a quaffle o quàfel (bomba a la traducció catalana dels llibres), mentre que pilotes de baló presoner s'usen com a bludgers o blàdgers (bales a la traducció catalana dels llibres). Mentre que l'esnitx o papallona daurada és un objecte màgic dins de les novel·les de Harry Potter, en el quidditch aquesta és una simple pilota de tenis dins d'un mitjó lligat a la part posterior de la cintura del portador del mocador. El portador del mocador és un jugador neutral vestit de groc o daurat. Una vegada alliberat, aquest pot moure's lliurement dins del camp de joc. Un jugador de cada equip té la funció específica d'aconseguir prendre el mocador al seu portador.
El partit comença amb la pilota de voleibol i tres pilotes de baló presoner al camp i els jugadors alineats en la línia de banda de sortida. La captura del mocador marca un punt d'inflexió en el partit, però no sempre l'acaba necessàriament (per exemple, en el cas que hi tingui lloc un empat). Cada gol val 10 punts i s'atorguen 30 punts a l'equip que captura el mocador, l'equip amb una puntuació més alta guanya.

## Posicions
- Els caçadors (chasers en anglès, però encistelladors a la traducció catalana dels llibres) són els responsables de passar-se la pilota de voleibol i anotar punts a través dels cèrcols de l'adversari. Sempre hi ha tres caçadors per equip al camp alhora. Quan un caçador és tocat per una pilota de baló presoner mentre té la pilota de voleibol, aquest l'ha de deixar anar, desmuntar de la seva escombra i tocar un dels seus cèrcols abans de tornar a participar en el joc. Els caçadors s'identifiquen amb una cinta al front de color blanc.
- El guardià (keeper en anglès, però porter a la traducció catalana dels llibres) té l'objectiu principal d'evitar que els jugadors adversaris facin passar la pilota de voleibol de qualsevol manera possible a través dels cèrcols del seu equip. Tanmateix, en atac, actuen com a un caçador més de l'equip. Els guardians s'identifiquen amb una cinta al front de color verd.
- Els colpejadors (beaters en anglès, però batedors a la traducció catalana dels llibres) proven de colpejar els jugadors de l'equip adversari llançant pilotes de baló presoner per a deixar-los fora de joc, alhora que proven d'evitar que l'equip adversari faci el mateix. Hi ha dos colpejadors per equip al camp alhora, però hi ha tres pilots de baló presoner en joc. El reglament impedeix que un equip en pugui posseir totes tres pilotes alhora per facilitar que cada equip en pugui fer servir sempre una com a mínim. Els colpejadors s'identifiquen amb una cinta al front de color negre.
- El cercador (seeker en anglès, però caçador a la traducció catalana dels llibres) provar d'atrapar el mocador, amb un contacte físic limitat. Hi ha un cercador per equip al camp alhora i s'identifiquen amb una cinta al front de color groc.

El nombre de jugadors és de 7 jugadors per equip al camp alhora quan el portador del mocador és al camp. Abans i després d'això, en són 6.

## Equipament

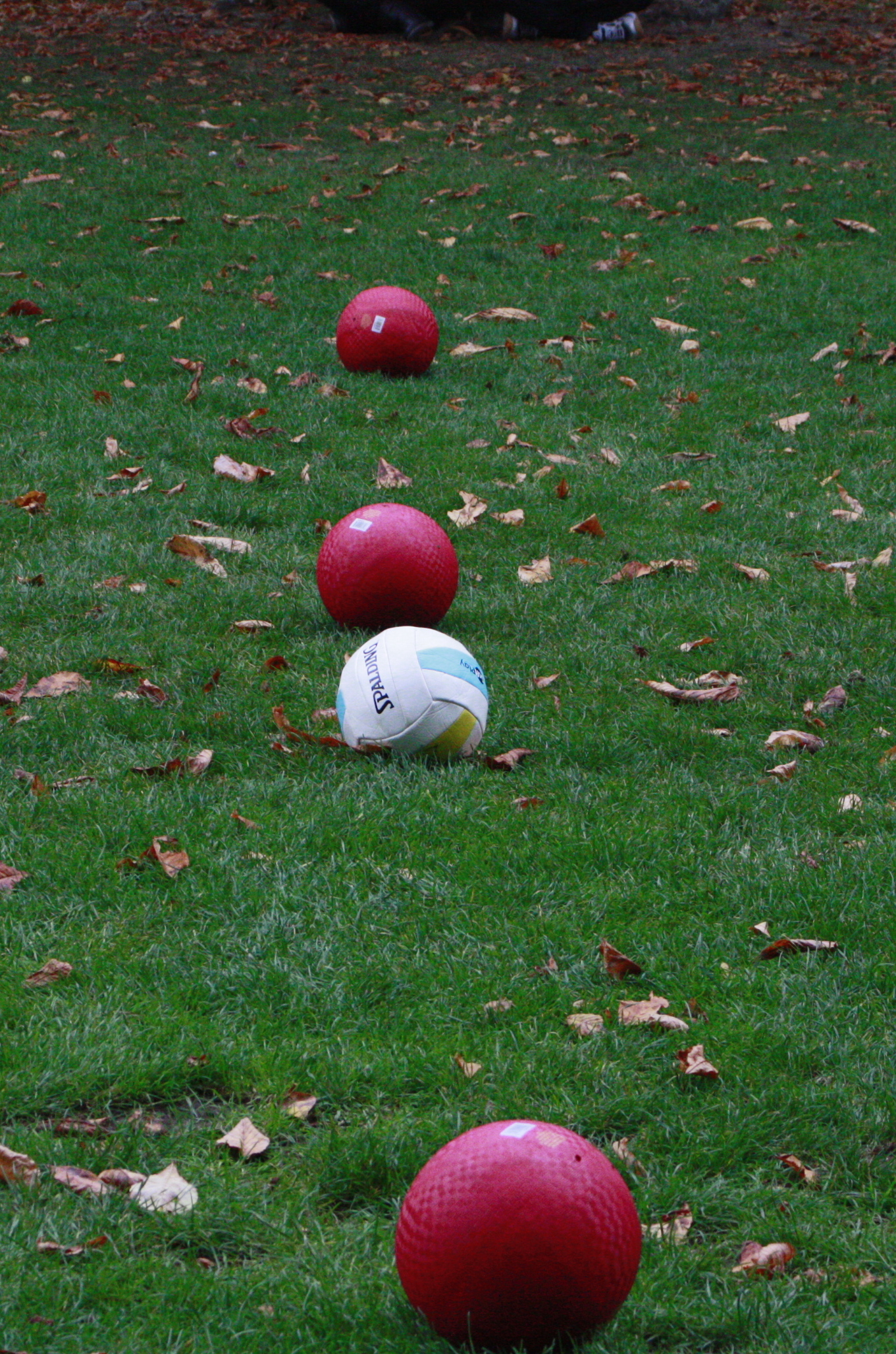
Una pilota de voleibol i tres pilotes de baló presoner alineades a la línia de mig camp per al començament del partit.

Un partit es juga amb sis cèrcols verticals, tres a cada costat del camp. Tots els jugadors han de subjectar una escombra entre les cames. Hi ha tres tipus diferents de pilotes en joc, essent un total de cinc: una pilota de voleibol, tres pilotes de baló presoner i un mocador. El mocador a vegades no és considerat una pilota en el mateix sentit que la resta.

### Escombra
Probablement, la peça d'equipament més curiosa del quidditch, l'escombra té la funció de ser un “hàndicap”, una dificultat, tal com en el bàsquet s'ha de fer botar la pilota per a avançar o usar tan sols els peus en el futbol. El jugador ha de romandre muntat en la seva escombra en tot moment durant el partit, tret que hagi estat eliminat per una pilota de baló presoner. En aquest cas, aquest ha de tornar als cèrcols per a muntar novament a l'escombra i tornar així al joc. Muntar l'escombra significa mantenir-la entre les cames i que no toqui completament a terra i es pot mantenir tant amb les mans com amb les cames, sempre que no s'utilitzi cap suport extern.
Les escombres acostumen a ser tubs de PVC d'un metre de llarg, aproximadament.

### Cèrcols
A cada costat del camp hi ha 3 cèrcols de diferents alçàries (el cèrcol petit fa entre 89 i 93 cm, el cèrcol mitjà fa entre 135 i 139 cm i el cèrcol alt fa entre 181 i 185 cm), amb un espai entre ells d'aproximadament dues escombres, 2,34 m. Els caçadors i guardians poden anotar llançant la pilota de voleibol a través de qualsevol d'aquests, tant per davant com per darrere, i obtenen 10 punts per gol. Qualsevol jugador fora de joc per haver desmuntat l'escombra o haver estat colpejat per una pilota de baló personer ha de tocar amb el cos i no pas l'escombra qualsevol dels cèrcols abans de poder participar de nou en el joc.

### Pilota de voleibol
La pilota de voleibol és una pilota lleugerament desinflada de voleibol i tan sols pot ser portada pels caçadors i els guardians. Usada per a anotar, pot ser llançada a través dels cèrcols per qualsevol dels seus dos costats. Independentment de qui llanci la pilota, si el joc està actiu, s'anota un gol en contra dels defensors del cèrcol, existint els gols en pròpia porteria. Un gol equival a 10 punts. Una vegada s'ha anotat un gol, el joc es torna a posar en joc amb el guardià de l'equip que ha rebut el gol.

### Pilota de baló presoner
Una pilota de baló presoner lleugerament desinflada és la que es fa servir i tan sols pot ser portada pels colpejadors. Hi ha quatre colpejadors al camp per equip alhora i únicament tres pilotes de baló presoner. Aquestes són usades per a colpejar qualsevol jugador al camp, deixant els adversaris fora de joc quan són impactats per una pilota viva. Això implica desmuntar de la seva escombra, deixar anar qualsevol pilota que tingués i tornar a tocar algun dels seus cèrcols abans de tornar al joc. No hi ha foc amic, per la qual cosa una pilota llançada per un colpejador del mateix equip no té cap efecte per als jugadors.

### Mocador
El mocador és una pilota de tenis ficada en un mitjó o màniga. El mitjó s'ajusta a la part posterior de la cintura del portador del mocador, tal com es juga a futbol flag. El portador del mocador pot fer el que cregui convenient per a impedir que els cercadors es facin amb el mocador, havent-hi unes regles específiques de contacte físic. Tan sols els cercadors poden interactuar amb el portador del mocador i no poden fer exercir força sobre el seu cos. La captura del mocador atorga 30 punts a l'equip que l'ha capturat i sovint posa punt final al partit, tot i que no sempre és així.

## Reglament
La IQA (Associació Internacional de Quadbol) ha anat publicant diferents i actualitzades versions del Reglament de la IQA. El més recent serà el de 2023.

### Joc
Cada partit comença amb sis jugadors de cada equip (l'absent és el cercador) alineats a la línia de banda de sortida, amb les escombres a terra i les pilotes col·locades a diversos punts del camp. L'àrbitre principal, després de comprovar que tots dos equips i l'equip arbitral estan preparats, assenyala el començament del partit i els jugadors surten en carrera per tal d'apoderar-se de les pilotes de joc. D'acord amb l'actual Reglament de la IQA, el portador del mocador entra al camp al minut 19 i els cercadors entren en joc al minut 20. L'objectiu del cercador és obtenir la pilota de tenis que duu el portador del mocador penjant de la part de darrere dels seus pantalons i per a això cal una gran capacitat física, suma de destresa, agilitat i reflexos, ja que el contacte amb la persona que porta el mocador està àmpliament limitat.
L'estil de joc és ràpid, amb ràpids canvis de possessió, perquè cada gol dona el control de la pilota a l'equip que l'ha rebut. Una vegada s'anota un gol, la pilota ha de ser lliurada al guardià i el joc es reprèn. Els colpejadors no estan subjectes a aquesta norma i poden usar qualsevol de les 3 pilotes de baló presoner al camp per a colpejar qualsevol persona que es trobi en joc, excepte determinats jugadors amb immunitat en situacions concretes. Els partits solen durar entre 20 i 50 minuts, depenent de l'habilitat i la resistència dels cercadors i el portador del mocador.
El temps reglamentari de partit acaba quan qualsevol cercador fa una captura vàlida del mocador i l'equip que l'ha capturat rep 30 punts. El guanyador és determinat per la puntuació total i no pas per la captura del mocador en si. En cas d'empat o que l'equip de la captura no superi en puntuació a l'altre, hi ha la possibilitat d'una pròrroga sense mocador per a determinar el guanyador definitiu.

### Faltes i jugades il·legals
Hi ha un gran nombre de faltes i jugades il·legals que un jugador pot cometre, rebent cadascuna d'elles una penalització diferent, des d'una advertència verbal a una expulsió del partit. Quan es comet una falta, l'àrbitre principal fa sonar el xiulet dues vegades seguides per a aturar el joc. Durant l'aturada, els jugadors han de deixar anar l'escombra i qualsevol pilota que tinguessin, perquè reprendran el joc al mateix lloc.
Les regles de contacte són directes i similars a altres esports de contacte. Els placatges són legals per sobre dels genolls i per sota de les espatlles. Els jugadors només poden placar a rivals de la seva mateixa posició (comptant els guardians com a caçadors) sempre que tinguin possessió d'una pilota en el moment del contacte. El contacte iniciat per l'esquena està restrigit, exceptuant, per exemple, si el jugador que rep el contacte es gira just en el moment de rebre'l.
Les amonestacions més lleus acostumen a correspondre amb una targeta blava. L'única diferència entre una targeta blava i una targeta groga és que la primera no resulta acumulable per a resultar en una sanció de major gravetat, per la qual cosa un jugador pot rebre un nombre il·limitat de targetes blaves durant un mateix partit, sense majors conseqüències.
En el cas d'una targeta groga, el jugador sancionat ha de romandre a l'àrea de penalització durant un minut o fins que l'equip contrari marqui, el que tingui lloc abans. Els jugadors no poden realitzar substitucions amb un jugador sancionat. No obstant això, si el jugador sancionat és un guardià, aquest ha d'intercanviar la seva posició amb un dels caçadors del camp, ja que un equip ha de tenir obligatòriament un guardià en joc al camp en tot moment.
En el cas d'una targeta vermella, el jugador sancionat és substituït per algú del seu equip. El jugador que ha rebut la targeta és expulsat del partit i ha d'abandonar l'àrea de joc. El substitut ha de complir dos minuts de temps de penalització a l'àrea de penalització, sense poder ser alliberat quan l'equip contrari marca. Un jugador que rep una segona targeta groga en un sol partit serà expulsat, però no rebrà una targeta vermella. L’única manera de rebre una targeta vermella és amb una falta de targeta vermella.

### Camp
El camp està delimitat amb línies o una sèrie de cons, formant un rectangle de 66x44m al voltant del camp. No és permès llançar cap pilota fora del camp, sota penalització, ni tampoc jugar fora del camp.
Cada equip té una àrea de penalització fora del camp, adjacent a la línia de banda d'anotació, a on han de romandre els jugadors que hagin comès faltes que impliquin una sanció o els seus substituts, en cas de lesió o expulsió.

### Equip arbitral
Cada partit oficial requereix un mínim d'àrbitres, així com un portador del mocador. Els àrbitres són l'àrbitre principal, el treball del qual és controlar el camp i administrar les faltes i targetes als jugadors sancionats, els àrbitres assistents, encarregats d'ajudar al principal en l'observació de jugades il·legals, l'àrbitre del mocador, que monitora el portador del mocador quan entra al camp i decideix si la captura és vàlida o no, els jutges de gol, que determinen si els gols són bons, i l'anotador i cronometrador a la taula d'anotació. Els àrbitres assistents són considerats moltes vegades com els àrbitres dels colpejadors o les pilotes de baló presoner i la seva principal tasca és indicar quins jugadors han quedat fora de joc per l'impacte d'una pilota, ajudant també indicant accions il·legals i advertint als jugadors. L'àrbitre del mocador pot actuar com a un àrbitre assistent més quan el mocador no és al camp.
El portador del mocador, essent un jugador neutral, té el rol d'impedir que el mocador sigui capturat pel cercador de qualsevol equip, el màxim temps possible, alhora que actuar com a àrbitre imparcial i just. El portador del mocador és un membre de l’equip arbitral i pot aconsellar-ne altres membres en qualsevol decisió arbitral, però no és qui determina si la captura és vàlida.

## La regla del màxim de gènere o del “màxim de quatre” i la comunitat LGBTIQ+
D'ençà de la seva creació, el quidditch ha cercat igualtat en el camp respecte al gènere i una de les regles més importants és que "un equip no pot tenir, alhora, més de quatre jugadors en joc que s’identifiquin amb el mateix gènere". Això obliga, així, a tenir un mínim de dos jugadors (tres quan entra el cercador) d'un gènere diferent del majoritari. El gènere amb el qual un jugador s’identifica es considera el seu gènere, independentment del seu sexe biològic. Això fa del quidditch un dels esports pioners pel que fa a igualtat de gènere i la inclusió de la comunitat LGTBIQ+.

## Per països

### Catalunya
A Catalunya, l'autoritat nacional esportiva és l'Associació de Quadbol de Catalunya (AQC).

#### Equips actuals
- Barcelona Eagles (Barcelona)
- Bocs Folls Quidditch (Sant Joan de Vilatorrada)
- Buckbeak Riders Quidditch Team (València)
- Nightmare Grims (Tarragona)

### Regne d'Espanya
A l'Estat espanyol, l'autoritat nacional esportiva és l'Asociación Quidditch España (AQE).

### Argentina
A l'Argentina, el quidditch és organitzat per la AQArg (Associació de Quidditch l'Argentina).

#### Equips
- Qymeras Quidditch (Mar del Plata)
- Vikings (Buenos Aires)
- Deathly Dragons (Rosario)
- Black Birds (Buenos Aires)
- Cumulus Nimbus (Buenos Aires)
- Wild Wolves (Rosario)
- Dark Phoenix
- Vultur Gryphus (Còrdova)

### Xile
A Xile, el quidditch és organitzat per l'Associació Xilena de Quidditch.

### el Perú
Al Perú, el quidditch és organitzat per la Federació Esportiva Peruana de Quidditch (FDPQ).

#### Equips
- Alchemist Dragons (Lima)
- Black Basilisks (Lima)
- Golden (Lima)
- Inti Warriors (Lima)
- Lleons (Lima)
- Magic Warriors (Lima)
- Yana Amaru (Lima)
- Black Thestrals (Tacna)
- Quimeres Vermelles (Tacna)
- Falcons Hiniesta (Junin)
- Wayayo (Junin)
- Dark Phoenixes (Arequipa)
- Nundus (Arequipa)
- Obscurials (Arequipa)
- Centaures (Lambayeque)